# Inmigración gallega en México

El Centro Gallego de México.

Monumento al Centenario de la llegada de los gallegos a México.

Los gallegos cuentan con poco más de 10,000 miembros  dispersos principalmente en la Ciudad de México, Estado de México, San Luis Potosí, Querétaro, Veracruz, Jalisco, Puebla, Michoacán, Campeche y Nayarit. Llegaron procedentes de La Habana, Cuba, hacia el Puerto de Veracruz entre los años 1821 y 1877, huyendo de la hambruna y las presiones políticas, que existían en Cuba. Su segunda llegada a México se produjo entre la década de 1920 y la de 1970. 
El Centro Gallego de México, en la capital del país es una asociación cultural, en donde se difunde y transmite la cultura gallega. Se trata igualmentel del principal difusor de Galicia en México desde hace más de un siglo. 
Un porcentaje de gallegos se han mantenido unidos por los apellidos, la lengua, el folklore, la gastronomía, los negocios y la música, pero otro importante porcentaje se ha visto absorbido por la cultura mexicana sin la intención alguna de formar parte de las asociaciones de españoles instituidas en el país.
El centro gallego de México es el principal difusor de Galicia en México desde hace 100 años atrás, un porcentaje de gallegos se han mantenido unidos por los apellidos, la lengua, el folklore, la gastronomía, los negocios y la música, pero otro importante porcentaje se ha visto absorbido por la cultura mexicana sin la intención alguna de formar parte de las asociaciones de españoles instituidas en el país.

## Historia
La mayoría de las personas gallegas residentes y naturalizadas mexicanas sobrepasan los 40 años de edad, usan el gallego como lengua de contacto con sus  paisanos de otras comunidades, hablan su lengua materna entre ellas, sobre todo las nacidas en Galicia. Los hijos, nietos y bisnietos nacidos en México ya no hablan tanto la lengua gallega, y algunos de ellos acuden a los centros gallegos del país para la enseñanza del idioma siempre y cuando se abra algún tipo curso durante el año. En la revista Anduriña (en castellano: Golondrina) publicada por el centro Gallego de México desde 1948, se pueden aprender algunas lecciones de gallego; además informa sobre actividades culturales de esta comunidad y ofrece una búsqueda de contactos familiares en Galicia y reportajes de interés en general.
Quizá el más ilustre de los gallegos sea Sebastián de Aparicio, nacido en La Gudiña en 1502 y fallecido en olor de santidad en el año 1600 en Puebla de Zaragoza. Sus restos se conservan en la iglesia de los franciscanos de Puebla y están expuestos al público como reliquias para los devotos que vienen de muchas partes del país. Entre las personalidades distinguidas de la política nacional fue el exsecretario de gobernación Juan Camilo Mouriño durante el gabinete de Felipe Calderón Hinojosa quien muere repentinamente en un accidente de avión, sin concluir su mandato.
Se fundó la Unión Mexicana de Empresarios Gallegos A.C. para la difusión nacional e internacional de las empresas mexicanas creadas por inmigrantes gallegos a mediados del siglo XX manteniendo un compromiso con la industria donde Mario Vázquez Raña es uno de los principales socios de este gremio. Los gallegos fueron entre los más comprometidos con las naciones que los acogieron en los momentos más difíciles, y al día de hoy sus hijos ya nacidos en México desarrollan cargos en la vida política y económica de México.
No se puede saber con exactitud qué porcentaje de negocios en México está en manos de gallegos; se considera que por ejemplo el 90 % de los hoteles de paso en México pertenecen a gallegos, también son importantes los negocios de moteles, baños públicos, mueblerías, panaderías, etc. Participan también en el negocio de bolos (en México llamado boliche o pinos).

## Cultura gallega en México
A diferencia de otros países latinoamericanos, los gallegos y muchos extranjeros han tenido severas dificultades de aceptación y difusión de su cultura, ya que la cultura mexicana es muy fuerte y eso hace que absorba y asimile fácilmente a todos los que han nacido en este país, por ello los gallegos buscan integrar ambas identidades culturales para adaptarse de forma más rápida a una nación que culturalmente es muy dominante y que ha sido cuna de civilizaciones madre.
A pesar de varias discrepancias entre los que son y los que no son descendientes de gallegos, hay algunos elementos de identidad que comparten todos los mexicanos que tienen orígenes gallegos, entre estos está la lengua gallega, el exilio republicano como una identidad de hispanidad, la gastronomía y la devoción a Santiago Apóstol. En su momento la cultura gallega estuvo emparentada directamente con la isla Cuba, pero al paso de los años se ha ido integrando a una galleguidad más globalizada.
Anualmente, los centros hispanos instituidos en México se reúnen para hacer una muestra de folklore en el Palacio de Bellas Artes, allí presentan bailes y música autóctona de España, siendo Galicia y Andalucía uno de los folklores más identificados por el pueblo mexicano, los jóvenes de origen gallego, a través de Centro Gallego de México, presentan sus bailes a la audiencia capitalina y a la audiencia de diversos foros y teatros del país.
La cocina gallega que se elabora en las casas gallegas, destaca por su gran sabor y por las grandes proporciones de ración en los platos; el marisco, el pulpo a feira, potaje gallego, empanada gallega, lacón con grelos, tarta de Santiago y tantos otros magníficos platos están entre los más demandados.